# Врисак 6
Врисак 6 (енгл. Scream VI) је амерички слешер филм из 2023. године, у режији Мета Бетинели-Олпина и Тајлера Џилета, према сценарију који су написали Џејмс Вандербилт и Гај Бјусик, док је оригинални писац и креатор Кевин Вилијамсон био извршни продуцент. Шесто је остварење у филмском серијалу Врисак и директан је наставак филма Врисак (2022). Улоге из претходних филмова понављају Кортни Кокс, Мелиса Барера, Џена Ортега, Јасмин Савој Браун, Мејсон Гудинг и Хејден Панетијер, а придружују им се Џек Чемпион, Лијана Либерато, Дермот Малрони, Хенри Черни, Девин Некода, Самара Вивинг, Џош Сегара и Тони Револори. Радња прати преживеле из претходног филма, који остављају Вудсборо иза себе и започињу ново поглавље својих живота у Њујорку, где постају мете новог убице под маском Гостфејса.
Врисак 6 је најављен неколико недеља након изласка претходног филма, када је објављено и да ће већина главних глумаца поновити своје улоге. Звезда франшизе Нев Кембел је најавила да се неће враћати јер није била задовољна понудом која јој је представљена, чиме је Врисак 6 постао први филм у франшизи у којем се она не појављује. Појављивањем у овом филму Кортни Кокс је оборила рекорд као глумица са највише узастопних појављивања у неком хорор серијалу, док је Гејл Ведерс постала једини лик који се појављује у свим деловима франшизе. Филм је сниман у Монтреалу од јуна до августа 2022. године.
Филм је премијерно приказан 6. марта 2023. у Њујорку, док је у америчким биоскопима издат 10. марта исте године. Добио је позитивне рецензије критичара и зарадио је 169 милиона долара широм света. Освојио је МТВ награду за најбољи филм. Наставак, Врисак 7, биће премијерно приказан 2026. године.

## Радња
Годину дана након убистава у Вудсбороу која су оркестрирали Ричи Кирш и Амбер Фриман, професорку Универзитета Блекмор Лору Крејн убија њен студент Џејсон Карви, носећи костим Гостфејса. Џејсон са својим цимером Грегом планира да убије сестре Сем и Тару Карпентер како би довршили „филм” који су Ричи и Амбер желели да сниме. Међутим, Џејсон прима позив од другог Гостфејса, који је убио Грега и након тога избо Џејсона на смрт.
Сем и Тара сада живе у Њујорку, а Тара похађа Универзитет Блекмор са близанцима Чедом и Минди Микс-Мартин, својом цимерком Квин Бејли, Миндином девојком Аником Кајоко и Чедовим цимером Итаном Лендријем. Сем је изопштена у јавности због теорија завере на интернету да је она оркестрирала последња убиства. Гостфејс напада сестре и оставља маску ношену током убистава у Вудсбороу 2011. године.
У полицијској станици, сестре срећу Квиновог оца детектива, Вејна Бејлија, специјалну агенткињу ФБИ-а Кирби Рид, која је преживела убиства 2011, и репортерку Гејл Ведерс. Семиног терапеута убија Гостфејс, који краде њен досије и оставља за собом маску ношену током убистава у Холивуду. Минди теоретише да убица следи правила филмских франшиза, нарочито правило да свако може умрети док ће франшиза и даље трајати. Гостфејс напада групу у стану сестара, убијајући Анику и наизглед убијајући Квин. Семин дечко Дени помаже осталима да побегну. Гостфејс за собом оставља маску ношену током убистава на колеџу Виндзор. Гејл води групу у напуштени биоскоп који је пронашла током истраге, а који је уређен као светилиште Гостфејс убицама.
Гостфејс зове Гејл у њеном стану и изругује јој се због смрти Дјуија Рајлија, пре него што убије њеног дечка Брукса и напада је. Сем и Тара стижу на време да спрече Гостфејса да убије Гејл, која је одведена у болницу. Група пристаје да се састане са Кирби у биоскопу како би намамили Гостфејса. На путу тамо, Гостфејс избада Минди у метроу. У биоскопу, Сем халуцинира свог оца, оригиналног Гостфејс убицу Билија Лумиса. Узимајући очев нож коришћен током првобитних убистава, схвата да је закључана унутра. Појављују се два Гостфејса и нападају Чеда. Вејн и Кирби стижу са извученим оружјем. Вејн покушава да укаже на то да је Кирби убица, те је упуца, откривајући се као трећи Гостфејс и мозак операције; његови саучесници су његова деца, за које се открива да су Итан и још увек жива Квин, као и да су лажирали њену смрт да би ублажили сумњу.
Трио открива да су они Ричијева породица која жели да освети његову смрт. Они су били одговорни за теорије завере о Сем на интернету и планирају да јој подметну убиства. Сем и Тара се боре са породицом Бејли, при чему Тара убоде Итана, а Сем убија Квин, док Вејна накратко онесвести. Сем тада облачи очев костим Гостфејса, исмејава Вејна телефонским позивом помоћу мењача гласа и избоде га на смрт. Итан се поново појављује, али Кирби баца телевизор који је убио Стуа Мејхера преко његове главе, убијајући га.
Сем пристаје да пусти Тару да живи самосталније, а Тара пристаје да иде на терапију. Док Минди, Чеда и Кирби одводе у болницу, Сем гледа у очеву маску Гостфејса пре него што је одбаци и прати Тару у град.

## Улоге
| Глумац             | Улога               |
| ------------------ | ------------------- |
| Мелиса Барера      | Сем Карпентер       |
| Јасмин Савој Браун | Минди Микс-Мартин   |
| Џек Чемпион        | Итан Лендри         |
| Хенри Черни        | др Кристофер Стоун  |
| Мејсон Гудинг      | Чед Микс-Мартин     |
| Лијана Либерато    | Квин Бејли          |
| Дермот Малрони     | детектив Вејн Бејли |
| Девин Некода       | Аника Кајоко        |
| Џена Ортега        | Тара Карпентер      |
| Тони Револори      | Џејсон Карви        |
| Џош Сегара         | Дени Бракет         |
| Самара Вивинг      | Лора Крејн          |
| Хејден Панетијер   | Кирби Рид           |
| Кортни Кокс        | Гејл Ведерс         |